# Устьянка (Локтівський район)
Устья́нка (рос. Устьянка) — село у складі Локтівського району Алтайського краю, Росія. Адміністративний центр та єдиний населений пункт Устьянської сільської ради.

## Населення
Населення — 991 особа (2010; 1138 у 2002).
Національний склад (станом на 2002 рік):
- росіяни — 94 %